# Catocala semividua
Catocala semividua là một loài bướm đêm trong họ Erebidae.